# Glycera micrognatha
Glycera micrognatha är en ringmaskart som beskrevs av Schmarda 1861. Glycera micrognatha ingår i släktet Glycera och familjen Glyceridae. Inga underarter finns listade i Catalogue of Life.